# Qingping, Chongqing
Qingping (kinesiska: 清平) är en köping i sydvästra Kina. Den ligger i stadsdistriktet Hechuan i storstadsområdet Chongqing, omkring 47 kilometer norr om det centrala stadsdistriktet Yuzhong. Antalet invånare är 21 160. Befolkningen består av 10 338 kvinnor och 10 822 män. Barn under 15 år utgör 12,0 %, vuxna 15-64 år 75 %, och äldre över 65 år 12,0 %.